# Cái Diên
Cái Diên (giản thể: 盖延; phồn thể: 蓋延; bính âm: Gài Yán, ? – 39), tự Cự Khanh, người Yếu Dương, Ngư Dương , tướng lĩnh, khai quốc công thần nhà Đông Hán, một trong Vân Đài nhị thập bát tướng.

## Thân thế
Cái Diên mình 8 thước, giương được cung nặng 300 cân. Thiên hạ loạn lạc, Cái Diên nổi tiếng dũng mãnh, nên được mời làm nhiều chức vụ ở địa phương: Duyện (quận), Tùng sự (châu),… Bành Sủng làm Thái thú, triệu Cái Diên làm Doanh úy, coi việc Hộ quân.

## Đi theo Lưu Tú
Khi Vương Lang nổi dậy, Diên cùng Ngô Hán đồng mưu về với Lưu Tú. Diên đến Quảng A, được phong làm Thiên tướng quân, hiệu Kiến Công hầu, tham gia bình định Hà Bắc. Quang Vũ đế lên ngôi, Diên làm Hổ nha tướng quân.

## Tiêu diệt Lưu Vĩnh
Năm 26, Cái Diên được thăng phong An Bình hầu. Quang Vũ đế sai Cái Diên đi đánh Ngao Thương  ở phía nam; chuyển sang tấn công Toan Tảo , Phong Khâu , đều nhổ được.
Mùa hè cùng năm, Diên chỉ huy Phò mã đô úy Mã Vũ, Kỵ đô úy Lưu Long, Hộ quân đô úy Mã Thành, Thiên tướng quân Vương Bá xuống phía nam tấn công Lưu Vĩnh, trước hết công phá được Tương Ấp, rồi tiến chiếm lấy Ma Hương, vây Lưu Vĩnh ở Tuy Dương . Mấy tháng sau, Diên thu hết lúa ngoài đồng, đến đêm bắc thang trèo vào thành. Lưu Vĩnh kinh sợ, đưa quân chạy ra cửa Đông. Cái Diên truy kích, thắng lớn.
Lưu Vĩnh bỏ quân chạy đến Tiếu , Diên tiến đánh, nhổ cờ tiết, chém thái thú quận Lỗ dưới quyền Vĩnh. Các thành Bành Thành, Phù Dương, Ninh Thu, Tiêu đều hàng. Diên lại tiến đánh thái thú quận Bái của Vĩnh, chém đi. Tướng của Vĩnh là bọn Tô Mậu, Giảo Cường, Chu Kiến đưa hơn 3 vạn quân đến cứu Vĩnh, cùng tấn công Diên, giao chiến ở phía tây quận Bái. Duyên đại thắng, quân của Vĩnh rối loạn, người bỏ trốn và chết đuối quá nửa. Vĩnh bỏ thành chạy đến Hồ Lăng, Tô Mậu chạy đến Quảng Nhạc. Diên bèn an định 3 nước quận Bái, Sở, Lâm Hoài ; tu sửa miếu của Hán Cao Tổ, đặt các chức Sắc phu, Chúc tể, Nhạc nhân.
Năm 27, Lưu Vĩnh giành lại Tuy Dương, Cái Diên lại chỉ huy các tướng vây Vĩnh ta hơn trăm ngày, thu hết lương cốc ngoài đồng. Vĩnh hết lương, đột vây mà chạy, Diên truy kích, bắt hết nhu yếu, giết được Vĩnh. Em Vĩnh là Phòng dâng thành đầu hàng.

## Tiêu diệt Đổng Hiến
Mùa xuân năm 28, Duyên tấn công Tô Mậu, Chu Kiến ở Kỳ, giao chiến với Đổng Hiến ở Lưu Hạ, đều phá được. Nhân đó sai Bình Địch tướng quân Bàng Manh đánh Tây Phòng, nhổ được. Lại đuổi theo đánh bại Chu Kiến, Tô Mậu ở Bành Thành, Mậu, Kiến chạy sang với Đổng Hiến. Tướng của Đổng Hiến là Bí Hưu dâng thành Lan Lăng đầu hàng. Hiến nghe tin, từ Đàm đi vây Bí Hưu. Khi ấy, Cái Diên cùng Bàng Manh ở Sở, xin đi cứu, Quang Vũ đế có sắc khuyên nên tấn công Đàm để giải vây cho Lan Lăng. Cái Diên cùng các tướng cho rằng Bí Hưu đang nguy, nên đến gấp. Hiến vừa đánh đã chạy, Cái Diên nhân đó phá vòng vây mà vào thành.
Hôm sau, Đổng Hiến đưa đại quân đến vây, các tướng sợ, đột vây chạy ra ngoài, nhân đó đi đánh Đàm. Quang Vũ đế cho rằng đã lỡ mất thời cơ, có đi cũng vô ích. Quân Cái Diên không hạ được Đàm, còn Đổng Hiến chiếm được Lan Lăng, giết Bí Hưu. Quân Cái Diên giao chiến với biệt tướng của Hiến ở khoảng Bành Thành, Đàm, Bi, qua lại vài mươi trận, có thắng có thua. Quang Vũ đế cho rằng Cái Diên khinh địch vào sâu, mấy lần gởi thư răn đe. Khi Bành Manh làm phản, giết thái thú quận Sở, đưa quân tập kích đánh bại Cái Diên. Cái Diên vượt Tứ Thủy chạy lên phía bắc, phá Chu Tiếp, hủy Tân Lương, công tội bù nhau.
Quang Vũ đế sắp tự mình đông chinh, triệu Cái Diênn cùng Đại tư mã Ngô Hán, Hán Trung tướng quân Vương Thường, Tiền tướng quân Vương Lương, Bộ Lỗ tướng quân Mã Vũ, Thảo Lỗ tướng quân Vương Bá hội quân tại Nhâm Thành, đánh dẹp Bàng Manh ở Đào Hương. Cái Diên tham gia chinh phạt Đổng Hiến ở Xương Lự, đều phá được.

## Cuối đời
Mùa xuân năm 30, Cái Diên được sai đi đóng đồn ở Trường An.
Năm 33, Ngôi Hiêu chết, Cái Diên tiến lên phía tây đánh các đồn Nhai Tuyền, Lược Dương, Thanh Thủy, đều phá được.
Năm 35, Cái Diên cùng Trung lang tướng Lai Hấp đánh Hà Trì, chưa hạ được, nhân bệnh nên đưa quân trở về. Được phong làm Tả Phùng Dực, tướng quân như cũ.
Năm 37, Cái Diên được tăng phong thực ấp đến vạn hộ.
Năm 39, Cái Diên hoăng tại chức, còn là Cái Phù kế tự.